# Nicolas Lombaerts
Nicolas Lombaerts (Brugge, 20 marzo 1985) è un allenatore di calcio ed ex calciatore belga, di ruolo difensore.

## Carriera

### Club

#### Gli inizi al Gent
Il 7 agosto 2004 trova la prima presenza nella sua carriera in un campionato professionistico nella partita contro il Beerschot vinta 5-0 dalla sua squadra.
Il 18 giugno 2005 trova la sua prima presenza nella Coppa Intertoto nella gara persa 1-0 contro il Bohemians. Il 21 gennaio 2006 trova il primo gol in carriera contro La Louvière nella partita giocata in casa e vinta 3-0.
Nella sua ultima stagione in Belgio è il vero perno della squadra scatenando su di lui l'interesse di tantissime squadre pronte ad acquistarlo.

#### Il passaggio allo Zenit
Alla fine della stagione disputata con il Gent passa alla squadra russa dello Zenit riuscendo a disputare il finale di stagione con la squadra russa ed aiutandola a vincere il campionato russo, il primo nella sua carriera. Riesce a segnare anche due gol: il primo nella partita vinta 4-1 in casa contro il FK Khimki e il secondo nella vittoria per 3-0 sul campo dello Spartak Nalchik
La sua stagione è interrotta dalla rottura del legamento crociato della gamba che gli impedisce di giocare quasi tutta la stagione perdendo anche la finale di Coppa Uefa che la sua squadra ha vinto 2-0 contro il Glasgow Rangers.
Nella sua terza stagione in Russia salta metà della stagione per via dell'infortunio accorsoli la stagione passata. torna a giocare in campionato il 19 luglio 2009 nella partita persa 3-2 in casa del Terek Grozny. Il 26 agosto 2009 torna al gol nella partita vinta 4-2 in casa dell'Amkar Perm. Il 25 novembre 2008 torna a giocare in Champions League nella gara della 5ª giornata del girone pareggiata 0-0 in casa contro la Juventus.
Nella stagione 2010 segna 3 gol, il massimo in tutte le stagioni fin qui disputate con la squadra russa. Il primo nel big match contro lo Spartak Mosca, partita terminata 1-1, mentre gli altri due li segna nelle vittorie per 1-0 in trasferta contro il Saturn e il secondo nella partita finita 2-0 in casa giocata contro il Sibir.
Nella stagione 2011-2012 diventa un perno fondamentale della squadra giocando quasi tutte le partite della stagione. Infatti le presenze alla fine della stagione sono ben 50 condite con 2 gol, 1 in Europa League contro lo Young Boys e un altro in Prem'er-Liga contro il KS Samara. Inoltre alla fine della stagione vince il Campionato russo, il secondo con la squadra russa.
Il primo novembre 2011 segna il primo gol in Champions League, il secondo in europa, nella vittoria per 1-0 in casa contro lo Shakhtar Donetsk, vittoria decisiva per il passaggio del girone della squadra russa.
La stagione 2013-2014 si apre con la sconfitta in Supercoppa di Russia contro il CSKA Mosca per 3-0. All'inizio della stagione, viste le continue panchine del capitano della squadra russa Malafeev, viene nominato temporaneamente capitano della squadra in alternanza con il compagno Danny per poi passare al ruolo di vice-capitano visto che alla fine della stagione viene scelto di affidare la fascia al portoghese. Il 6 dicembre 2013 segna il primo gol stagionale contro l'Ural nella vittoria per 2-1.
Il 31 agosto 2014 è protagonista della vittoria per 1-0 sul campo della Lokomotiv Mosca regalando l'assist a Javi Garcia che segna il gol che decide la gara. Alla fine della stagione vince il suo terzo campionato russo, tutti con lo Zenit.
Inizia la nuova stagione vincendo la Supercoppa russa ai danni della Lokomotiv Mosca ai rigori dopo che i tempi supplementari e regolari si conclusero sull'1-1. Durante la fase a gironi della Champions League è protagonista della qualificazione agli ottavi di finale al primo posto con 15 punti, grazie a 5 vittorie ed una sola sconfitta.
Il 24 marzo 2017 la società russa annuncia che il giocatore al termine della stagione lascerà lo Zenit, dopo dieci stagioni, per tornare in Belgio all'Ostenda.

### Nazionale
Vanta presenze nelle varie selezioni giovanili del Belgio. Ha partecipato, tra l'altro al Campionato europeo di calcio Under-21 2007, quando già era nel giro della nazionale maggiore, disputando da titolare tutte e quattro le gare.
Fa il suo esordio nella nazionale maggiore l'11 maggio 2006, nell'amichevole vinta contro l'Arabia Saudita, entrando nei minuti finali al posto di Steven Defour. Segna il primo gol in nazionale il 12 ottobre 2010 nel rocambolesco 4-4 contro l'Austria, gara valida per le Qualificazioni al campionato europeo di calcio 2012.

## Statistiche

### Presenze e reti nei club
Statistiche aggiornate al 12 marzo 2016.
| Stagione        | Squadra         | Campionato      | Campionato | Campionato | Coppe nazionali | Coppe nazionali | Coppe nazionali | Coppe continentali | Coppe continentali | Coppe continentali | Altre coppe | Altre coppe | Altre coppe | Totale | Totale |
| Stagione        | Squadra         | Comp            | Pres       | Reti       | Comp            | Pres            | Reti            | Comp               | Pres               | Reti               | Comp        | Pres        | Reti        | Pres   | Reti   |
| --------------- | --------------- | --------------- | ---------- | ---------- | --------------- | --------------- | --------------- | ------------------ | ------------------ | ------------------ | ----------- | ----------- | ----------- | ------ | ------ |
| 2004-2005       | Gent            | D1              | 13         | 0          | CB              | 1               | 0               | -                  | -                  | -                  | -           |             | -           | 14     | 0      |
| 2005-2006       | Gent            | D1              | 31         | 1          | CB              | 3               | 0               | -                  | -                  | -                  | CI          | 6           | 0           | 40     | 1      |
| 2006-2007       | Gent            | D1              | 32         | 0          | CB              | 5               | 0               | -                  | -                  | -                  | CI          | 2           | 0           | 39     | 0      |
| Totale Gent     | Totale Gent     | Totale Gent     | 76         | 1          |                 | 9               | 0               |                    | -                  | -                  |             | 8           | 0           | 93     | 1      |
| 2007            | Zenit           | PL              | 13         | 2          | KR              | -               | -               | CU                 | 9                  | 0                  | -           | -           | -           | 22     | 2      |
| 2008            | Zenit           | PL              | 2          | 0          | KR              | 0               | 0               | UCL+CU             | 2+0                | 0+0                | SR          | 0           | 0           | 4      | 0      |
| 2009            | Zenit           | PL              | 15         | 2          | KR              | 4               | 0               | UEL                | 2                  | 0                  | SU          | 0           | 0           | 21     | 2      |
| 2010            | Zenit           | PL              | 26         | 3          | KR              | 2               | 0               | UCL+UEL            | 3+5                | 0+1                | -           | -           | -           | 36     | 4      |
| 2011-2012       | Zenit           | PL              | 39         | 1          | KR              | 1               | 0               | UCL                | 8                  | 1                  | SR          | 0           | 0           | 48     | 2      |
| 2012-2013       | Zenit           | PL              | 22         | 0          | KR              | 2               | 0               | UCL+UEL            | 6+4                | 0+0                | SR          | 1           | 0           | 35     | 0      |
| 2013-2014       | Zenit           | PL              | 27         | 1          | KR              | 0               | 0               | UCL                | 12                 | 0                  | SR          | 0           | 0           | 39     | 1      |
| 2014-2015       | Zenit           | PL              | 24         | 0          | KR              | 1               | 0               | UCL+UEL            | 9+3                | 0+0                | -           | -           | -           | 37     | 0      |
| 2015-2016       | Zenit           | PL              | 18         | 0          | KR              | 2               | 0               | UCL                | 8                  | 0                  | SR          | 1           | 0           | 29     | 0      |
| 2016-2017       | Zenit           | PL              | 8          | 0          | KR              | 2               | 0               | UEL                | 5                  | 0                  | SR          | 0           | 0           | 23     | 0      |
| Totale Zenit    | Totale Zenit    | Totale Zenit    | 194        | 9          |                 | 15              | 0               |                    | 76                 | 2                  |             | 2           | 0           | 287    | 11     |
| Totale carriera | Totale carriera | Totale carriera | 263        | 10         |                 | 24              | 0               |                    | 75                 | 2                  |             | 10          | 0           | 372    | 12     |

### Cronologia presenze e reti in nazionale
| Cronologia completa delle presenze e delle reti in nazionale ― Belgio | Cronologia completa delle presenze e delle reti in nazionale ― Belgio | Cronologia completa delle presenze e delle reti in nazionale ― Belgio | Cronologia completa delle presenze e delle reti in nazionale ― Belgio | Cronologia completa delle presenze e delle reti in nazionale ― Belgio | Cronologia completa delle presenze e delle reti in nazionale ― Belgio | Cronologia completa delle presenze e delle reti in nazionale ― Belgio | Cronologia completa delle presenze e delle reti in nazionale ― Belgio |
| Data                                                                  | Città                                                                 | In casa                                                               | Risultato                                                             | Ospiti                                                                | Competizione                                                          | Reti                                                                  | Note                                                                  |
| --------------------------------------------------------------------- | --------------------------------------------------------------------- | --------------------------------------------------------------------- | --------------------------------------------------------------------- | --------------------------------------------------------------------- | --------------------------------------------------------------------- | --------------------------------------------------------------------- | --------------------------------------------------------------------- |
| 11-5-2006                                                             | Sittard                                                               | Arabia Saudita                                                        | 1 – 2                                                                 | Belgio                                                                | Amichevole                                                            | -                                                                     | 86’                                                                   |
| 22-8-2007                                                             | Bruxelles                                                             | Belgio                                                                | 3 – 2                                                                 | Serbia                                                                | Qual. Euro 2008                                                       | -                                                                     | 88’                                                                   |
| 13-10-2007                                                            | Bruxelles                                                             | Belgio                                                                | 0 – 0                                                                 | Finlandia                                                             | Qual. Euro 2008                                                       | -                                                                     |                                                                       |
| 17-10-2007                                                            | Bruxelles                                                             | Belgio                                                                | 3 – 0                                                                 | Armenia                                                               | Qual. Euro 2008                                                       | -                                                                     | 83’                                                                   |
| 10-10-2009                                                            | Bruxelles                                                             | Belgio                                                                | 2 – 0                                                                 | Turchia                                                               | Qual. Mondiali 2010                                                   | -                                                                     | 56’                                                                   |
| 14-10-2009                                                            | Tallinn                                                               | Estonia                                                               | 2 – 0                                                                 | Belgio                                                                | Qual. Mondiali 2010                                                   | -                                                                     |                                                                       |
| 14-11-2009                                                            | Gand                                                                  | Belgio                                                                | 3 – 0                                                                 | Ungheria                                                              | Amichevole                                                            | -                                                                     |                                                                       |
| 3-3-2010                                                              | Bruxelles                                                             | Belgio                                                                | 0 – 1                                                                 | Croazia                                                               | Amichevole                                                            | -                                                                     | 70’                                                                   |
| 19-5-2010                                                             | Bruxelles                                                             | Belgio                                                                | 2 – 1                                                                 | Bulgaria                                                              | Amichevole                                                            | -                                                                     | 53’                                                                   |
| 11-8-2010                                                             | Turku                                                                 | Finlandia                                                             | 1 – 0                                                                 | Belgio                                                                | Amichevole                                                            | -                                                                     | 46’                                                                   |
| 8-10-2010                                                             | Astana                                                                | Kazakistan                                                            | 0 – 2                                                                 | Belgio                                                                | Qual. Euro 2012                                                       | -                                                                     |                                                                       |
| 12-10-2010                                                            | Bruxelles                                                             | Belgio                                                                | 4 – 4                                                                 | Austria                                                               | Qual. Euro 2012                                                       | 1                                                                     | 45+1’                                                                 |
| 29-3-2011                                                             | Bruxelles                                                             | Belgio                                                                | 4 – 1                                                                 | Azerbaigian                                                           | Qual. Euro 2012                                                       | -                                                                     |                                                                       |
| 3-6-2011                                                              | Bruxelles                                                             | Belgio                                                                | 1 – 1                                                                 | Turchia                                                               | Qual. Euro 2012                                                       | -                                                                     |                                                                       |
| 10-8-2011                                                             | Celje                                                                 | Slovenia                                                              | 0 – 0                                                                 | Belgio                                                                | Amichevole                                                            | -                                                                     | 75’                                                                   |
| 2-9-2011                                                              | Baku                                                                  | Azerbaigian                                                           | 1 – 1                                                                 | Belgio                                                                | Qual. Euro 2012                                                       | -                                                                     | 77’                                                                   |
| 6-9-2011                                                              | Bruxelles                                                             | Belgio                                                                | 1 – 0                                                                 | Stati Uniti                                                           | Amichevole                                                            | 1                                                                     |                                                                       |
| 11-10-2011                                                            | Düsseldorf                                                            | Germania                                                              | 3 – 1                                                                 | Belgio                                                                | Qual. Euro 2012                                                       | -                                                                     |                                                                       |
| 29-2-2012                                                             | Candia                                                                | Grecia                                                                | 1 – 1                                                                 | Belgio                                                                | Amichevole                                                            | -                                                                     | 22’, 61’                                                              |
| 25-5-2012                                                             | Bruxelles                                                             | Belgio                                                                | 2 – 2                                                                 | Montenegro                                                            | Amichevole                                                            | -                                                                     | 46’                                                                   |
| 6-2-2013                                                              | Bruges                                                                | Belgio                                                                | 2 – 1                                                                 | Slovacchia                                                            | Amichevole                                                            | -                                                                     | 62’                                                                   |
| 14-8-2013                                                             | Bruxelles                                                             | Belgio                                                                | 0 – 0                                                                 | Francia                                                               | Amichevole                                                            | -                                                                     | 77’                                                                   |
| 6-9-2013                                                              | Glasgow                                                               | Scozia                                                                | 0 – 2                                                                 | Belgio                                                                | Qual. Mondiali 2014                                                   | -                                                                     | 59’ 77’                                                               |
| 11-10-2013                                                            | Zagabria                                                              | Croazia                                                               | 1 – 2                                                                 | Belgio                                                                | Qual. Mondiali 2014                                                   | -                                                                     |                                                                       |
| 5-3-2014                                                              | Bruxelles                                                             | Belgio                                                                | 2 – 2                                                                 | Costa d'Avorio                                                        | Amichevole                                                            | -                                                                     | 46’                                                                   |
| 26-5-2014                                                             | Genk                                                                  | Belgio                                                                | 5 – 1                                                                 | Lussemburgo                                                           | Amichevole                                                            | -                                                                     | 61’                                                                   |
| 26-6-2014                                                             | San Paolo                                                             | Corea del Sud                                                         | 0 – 1                                                                 | Belgio                                                                | Mondiali 2014 - 1º turno                                              | -                                                                     |                                                                       |
| 4-9-2014                                                              | Liegi                                                                 | Belgio                                                                | 2 – 0                                                                 | Australia                                                             | Amichevole                                                            | -                                                                     | 78’                                                                   |
| 10-10-2014                                                            | Bruxelles                                                             | Belgio                                                                | 6 – 0                                                                 | Andorra                                                               | Qual. Euro 2016                                                       | -                                                                     |                                                                       |
| 13-10-2014                                                            | Zenica                                                                | Bosnia ed Erzegovina                                                  | 1 – 1                                                                 | Belgio                                                                | Qual. Euro 2016                                                       | -                                                                     |                                                                       |
| 12-11-2014                                                            | Bruxelles                                                             | Belgio                                                                | 3 – 1                                                                 | Islanda                                                               | Amichevole                                                            | 1                                                                     |                                                                       |
| 16-11-2014                                                            | Bruxelles                                                             | Belgio                                                                | 0 – 0                                                                 | Galles                                                                | Qual. Euro 2016                                                       | -                                                                     |                                                                       |
| 28-3-2015                                                             | Bruxelles                                                             | Belgio                                                                | 5 – 0                                                                 | Cipro                                                                 | Qual. Euro 2016                                                       | -                                                                     |                                                                       |
| 31-3-2015                                                             | Gerusalemme                                                           | Israele                                                               | 0 – 1                                                                 | Belgio                                                                | Qual. Euro 2016                                                       | -                                                                     | 75’                                                                   |
| 7-6-2015                                                              | Saint-Denis                                                           | Francia                                                               | 3 – 4                                                                 | Belgio                                                                | Amichevole                                                            | -                                                                     |                                                                       |
| 12-6-2015                                                             | Cardiff                                                               | Galles                                                                | 1 – 0                                                                 | Belgio                                                                | Qual. Euro 2016                                                       | -                                                                     | 59’                                                                   |
| 13-10-2015                                                            | Bruxelles                                                             | Belgio                                                                | 3 – 1                                                                 | Israele                                                               | Qual. Euro 2016                                                       | -                                                                     |                                                                       |
| 13-11-2015                                                            | Bruxelles                                                             | Belgio                                                                | 3 – 1                                                                 | Italia                                                                | Amichevole                                                            | -                                                                     | 33’                                                                   |
| 29-3-2016                                                             | Leiria                                                                | Portogallo                                                            | 2 – 1                                                                 | Belgio                                                                | Amichevole                                                            | -                                                                     |                                                                       |
| Totale                                                                |                                                                       | Presenze                                                              | 39                                                                    |                                                                       | Reti                                                                  | 3                                                                     |                                                                       |

## Palmarès

### Club

#### Competizioni nazionali
- Campionato russo: 4

Zenit: 2007, 2010, 2011-2012, 2014-2015
- Coppa di Russia: 2

Zenit: 2009-2010, 2015-2016
- Supercoppa di Russia: 4

Zenit: 2008, 2011, 2015, 2016

#### Competizioni internazionali
- Coppa UEFA: 1

Zenit: 2007-2008
- Supercoppa UEFA: 1

Zenit: 2008